# Sucy-en-Brie

Położenie Sucy-en-Brie w ramach aglomeracji paryskiej

Sucy-en-Brie – miejscowość i gmina we Francji, w regionie Île-de-France, w departamencie Dolina Marny.
Według danych na rok 1990 gminę zamieszkiwało 25 839 osób, a gęstość zaludnienia wynosiła 2477 osób/km² (wśród 1287 gmin regionu Île-de-France Sucy-en-Brie plasuje się na 102. miejscu pod względem liczby ludności, natomiast pod względem powierzchni na miejscu 356.).